# 江西儺文化
儺文化是江西獨具特色的一種文化。全贛有南豐的石郵儺、樂安的流坑儺、婺源的長徑儺、萬載的沙橋儺、萍鄉的車湘儺、德安的樟樹儺等等多種地方形式。
中國其他地區也有儺戲的演出。但江西儺與眾不同的特徵是既分文儺又分武儺，文儺以演生活小戲為主，而武儺大多以興廢戰事、君臣忠烈、演義志傳為內容，以表演武力、鬥技為主。

## 地方形式
萬載沙橋儺以民間流傳的各種天上、人間、陰間神性人物為儺，共二十四個。在十七種儺事節目中，大部分是武儺，且不限於簡單儺儀，多演有情節的儺戲，其中關羽戲是重點。《古城會》獨存於贛劇「十八本」之中，這多因為江西儺偏好以關羽為重點的戲碼。
樂安流坑儺已由儀式轉向娛人化，多演《西遊》、《封神》、《三國》等題材，而且武儺逐漸具有了實用價值。樂安流坑道光十九年（1839年）胤明房譜《樂邑流溪董印明房儺神會略》云：
古者歲終而時儺，吾鄉之舉此神，猶古之道也。我先祖立廟北垣，就拱宸門上架造敵樓。祭炎儲關帝，旁納諸儺神面。所由來者，吾族地居穀口，實為閩廣山寇經途，擾攘之時，屢遭其害。我先世嘗修武備，借戲舞以為訓練，內以靖其氛，亦外以禦其侮也。然而事雖近戲，而周禮部廢，似亦未敢厚非，一舉而兩得。古之人有行之者，吾何以未獨不然哉?因以紀其事。每年終月，弟子操習拳棍團牌。新春月之初，結合演戲，裝扮古傳，成部教演戰陣兵法。（《千古一村》，周鸞書，401頁）
明·嘉靖時閩廣江西經常受山寇滋擾，流坑儺以「操習拳棍團牌」、「成部教演戰陣兵法」、抵禦流寇為主要目的，因此「武儺」成為首選。

## 與贛劇的關係
江西悠久的儺事活動與目連大戲的演出傳統，對贛劇傳統劇碼與演出風格具有重要影響，形成此地英雄演義劇作擁有廣闊舞臺的事實。但隨著南戲其他聲腔的發展，明代的弋陽腔從南戲和傳奇中移植了一些劇碼，如《珍珠記》、《賣水記》、《長城記》、《八義記》、《三元記》、《鸚鵡記》、《白蛇記》、《十義記》、《洛陽橋記》、《清風亭》、《烏盆記》和《搖錢樹》等。這批早期劇碼與弋陽腔的結合，雖然影響到民間常演的高腔劇碼，成為「十八本」的劇碼，但它們的侵入仍然不會消減目連連臺本戲的地位。如江西高腔的各種演出仍以演歷史戲為主。每年在各種演出活動中，歷史劇佔有很大比例。如廟台演劇就有嚴格的規定：不准「三腳班」進廟演戲；每年請大班演出廟會戲；正月唱「五賢戲」(又稱「大神戲」)、五月唱「端陽戲」、六月唱「關爺戲」。（中國戲曲志(江西卷)，645頁，北京，中國ISBN中心，1998）